# Pardaillan
Pardaillan ist eine französische Gemeinde mit 334 Einwohnern (Stand 1. Januar 2022) im Département Lot-et-Garonne in der Region Nouvelle-Aquitaine (vor 2016: Aquitanien). Die Gemeinde gehört zum Arrondissement Marmande und zum Kanton Les Coteaux de Guyenne.
Der Name der mittelalterlichen Burg verlieh der Gemeinde ihren Namen. Der erste Name der Pfarrgemeinde lautete Notre-Dame-de-Gabirac nach einem Anwesen, das einem gewissen Gabrius gehörte.
Die Einwohner werden Pardaillannais und Pardaillannaises genannt.

## Geographie
Pardaillan liegt ca. 20 Kilometer nordöstlich von Marmande in der historischen Provinz Agenais am nordwestlichen Rand des Départements.
Umgeben wird Pardaillan von den acht Nachbargemeinden:
| Duras            | Saint-Sernin                                | Saint-Jean-de-Duras  |
| Auriac-sur-Dropt | Kompassrose, die auf Nachbargemeinden zeigt | La Sauvetat-du-Dropt |
|                  | Monteton Allemans-du-Dropt                  | Moustier             |

Pardaillan liegt im Einzugsgebiet des Flusses Garonne.
Der Dropt, ein Nebenfluss der Garonne, bildet die natürliche Grenze zu der südlichen Nachbargemeinde Monteton. Der Rieutord entspringt in Pardaillan, verläuft an der Grenze zur südöstlichen Nachbargemeinde Moustier und mündet an der Grenze zu Allemans-du-Dropt in den Dropt. Der Ruisseau de Malromé ist ein weiterer Nebenfluss des Dropt und durchquert das Gebiet der Gemeinde von Nord nach Süd.

## Geschichte
Die Urgeschichte hat keine Spuren in Pardaillan hinterlassen. Um sich gegen die Invasionen der Normannen zu wehren, wurde im 10. Jahrhundert wie in vielen Orten in der Umgebung eine Burg errichtet. Das Dorfzentrum, das heute le Vieux Bourg heißt, entwickelte sich rund um die Burg. Der Seigneur war Raymond III. de Ségur, dessen Nachfolger sich in Allemans niederließen, wo sie dort ein behaglicheres Schloss bauten. Die Pfarrkirche, die heute Maria, der Mutter Jesu, geweiht ist, bildete den Ursprung des heutigen Zentrums der Gemeinde.
Im 16. Jahrhundert konvertierte ein großer Teil der Bewohner zum Calvinismus, da der Seigneur selbst Protestant war. Pardaillan erfuhr bis zum 18. Jahrhundert und sogar während der Französischen Revolution eine starke Entwicklung und wirtschaftliche Blüte durch zahlreiche Kaufleute.

## Einwohnerentwicklung
Nach Beginn der Aufzeichnungen stieg die Einwohnerzahl bis zur Mitte des 19. Jahrhunderts auf einen Höchststand von rund 1070. In der Folgezeit sank die Größe der Gemeinde bei kurzen Erholungsphasen bis zu den 1970er, als sie sich bis heute auf einem Niveau von rund 320 Einwohnern stabilisieren konnte.
| Jahr      | 1962 | 1968 | 1975 | 1982 | 1990 | 1999 | 2006 | 2011 | 2022 |
| --------- | ---- | ---- | ---- | ---- | ---- | ---- | ---- | ---- | ---- |
| Einwohner | 418  | 357  | 318  | 325  | 316  | 312  | 314  | 333  | 334  |

## Sehenswürdigkeiten

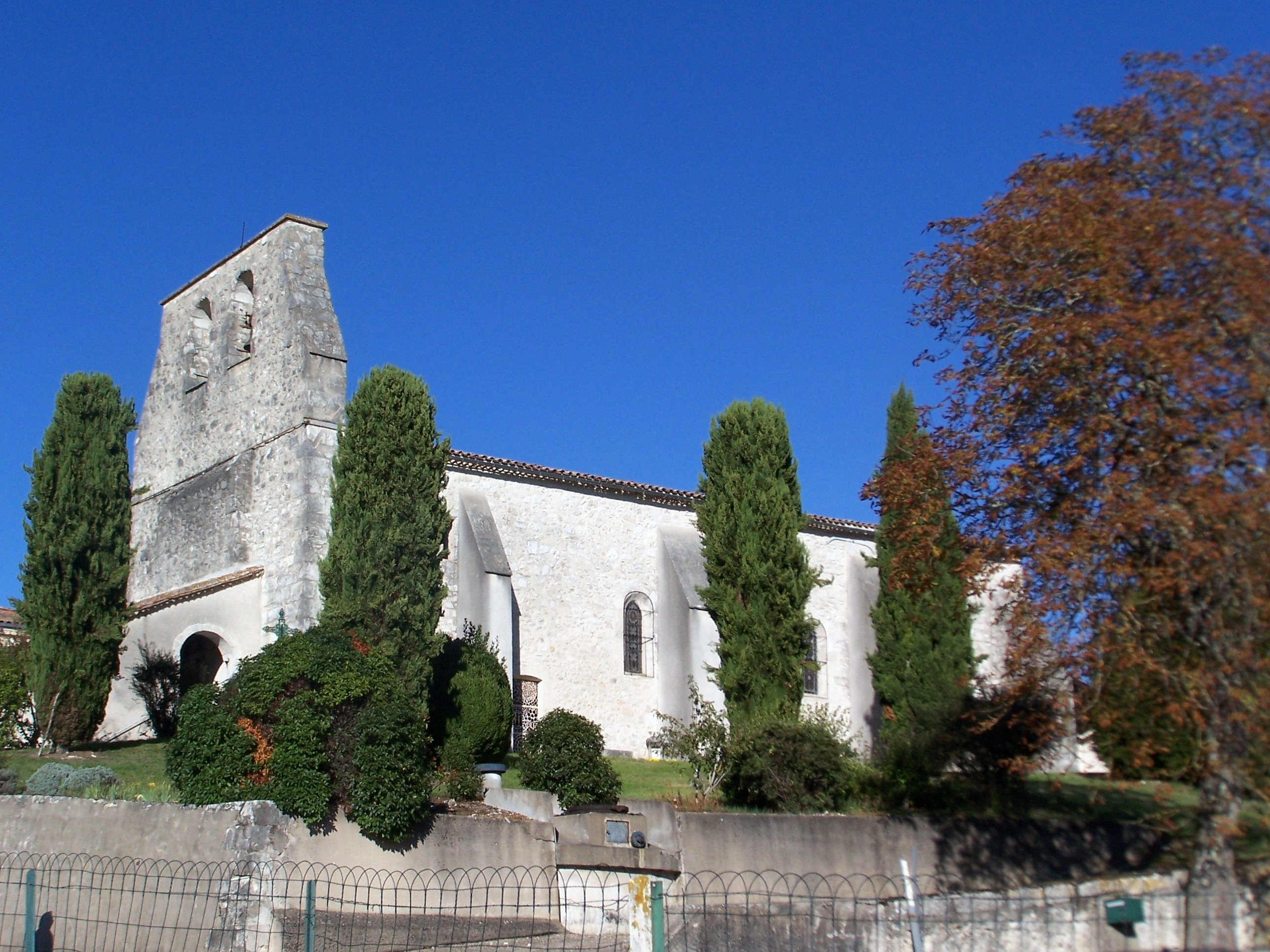
Pfarrkirche Notre-Dame

### Pfarrkirche Notre-Dame
Ein Priorat der Benediktiner namens Prior de gasco prope Pardalianum ließ sich im Mittelalter in der Pfarrgemeinde nieder. Die Kapelle des Priorat stammt aus dem 16. Jahrhundert und wurde später die Pfarrkirche des Dorfs.
Im gotischen Style flamboyant errichtet, besitzt sie den Grundriss in der Form eines lateinischen Kreuzes. Ihr Querschiff, das im Osten und Süden abgeschlossen ist, dient als Altarraum. Während der Hugenottenkriege erlitt die Kirche umfangreiche Beschädigungen. Der Chor und die Seitenkapelle wurden vollständig zerstört, während das Langhaus und die Gewölbe in Teilen demoliert wurde. Allein die nördliche Kapelle behielt ihre Deckentäfelung.
Das Gebäude wurde in den folgenden Jahrhunderten restauriert. Am Ende des 18. Jahrhunderts wurde das Eingangsportal vollständig umgestaltet. Im 19. Jahrhundert wurde eine Sakristei angebaut. Zur gleichen Zeit wurde der Glockenturm abgerissen, der zu zerfallen drohte. Diese Arbeiten dauerten bis 1880. Parallel dazu wurde die Ausstattung durch einen Marmoraltar, eine Marienstatue aus vergoldetem Holz, Kronleuchter und Kandelaber erweitert.

### Kirche Saint-Front
Die kleine romanische Kirche im gleichnamigen Weiler Saint-Front war ursprünglich eine Pfarrkirche. Im 19. Jahrhundert wurde die Gemeinde jedoch eine Zweiggemeinde von Pardaillan. Das Gebäude ist von relativ kleiner Größe und birgt ein einfaches Kirchenschiff mit einer Gipsdecke. Ein Glockengiebel überragt das Langhaus. Er ist von drei Arkaden durchbrochen, die eine Glocke aus dem Jahre 1137 bergen. Im Kircheninneren befindet sich ein Marmoraltar, ein Kreuzweg aus Stuck und mehrere Statuen. Die wertvollen Ausstattungsgegenstände, die einst in der Kirche aufbewahrt wurden, sind während der Hugenottenkriege entwendet worden. Die Gemeinde Pardaillan hat die Kirche im Jahre 1934 restaurieren lassen.

### Burgruine
Eine Burg wurde im Laufe des 10. Jahrhunderts an einer strategisch günstigen Stelle auf einem Felssporn über dem Tal des Ruisseau de Malromé errichtet. Sie ersetzte ein früher an der Stelle befindliches Kastell und diente zur Abwehr von Invasionen der Normannen. Der bekannteste Seigneur von Pardaillan war Pierre d’Escodéca de Boisse im 17. Jahrhundert, ein Weggefährte von Heinrich III. von Navarra. Von diesem frühen Bauwerk sind heute nur noch Überbleibsel zu sehen. Auch die früheren Gebäude, die die Burg umsäumten, sind heute verschwunden. Allerdings haben einige Elemente des Neubaus aus dem 13. Jahrhundert die Zeiten überdauert wie beispielsweise die Mauerfläche eines Turms. Sie besitzt noch Fensteröffnungen, Schießscharten und Kamine, die aus dem 15. Jahrhundert datieren. Das Vorhandensein eines Brunnens lässt auf die Existenz einer früheren Anlage im Untergrund schließen. Ein bildhauerisch bearbeitetes Fragment in Form eines Kopfes wurde in der Nähe der Burgruine gefunden.

## Wirtschaft und Infrastruktur

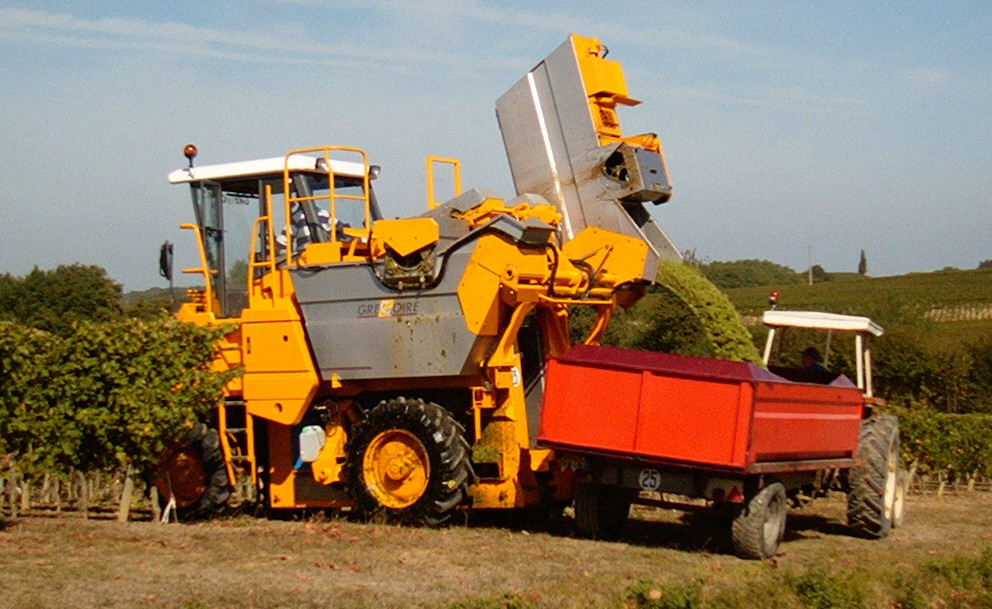
Weinlese bei Duras

Pardaillan liegt in den Zonen AOC der Weine des Anbaugebiets Côtes de Duras (blanc, blanc sec, rosé, rouge).

### Bildung
Die Gemeinde verfügt über eine öffentliche Grundschule mit 21 Schülerinnen und Schülern im Schuljahr 2018/2019.

### Verkehr
Pardaillan ist erreichbar über die Route départementale 281, 309, 422, 423 und 668.

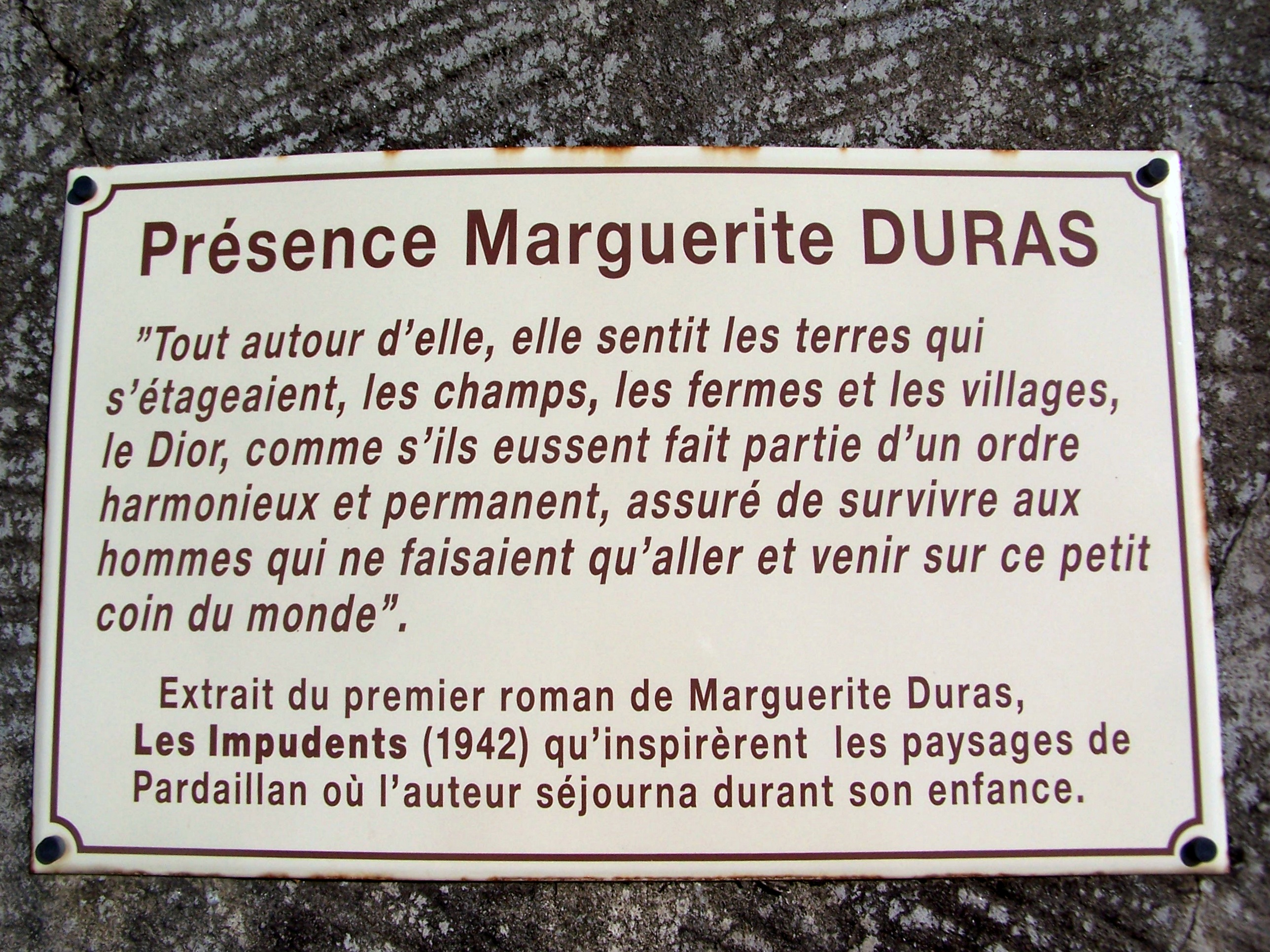
Gedenktafel für Marguerite Duras

## Persönlichkeiten
Marguerite Duras, geboren als Marguerite Donnadieu am 4. April 1914 in Gia Định bei Saigon, Vietnam (damals Französisch-Indochina), gestorben am 3. März 1996 in Paris, war eine französische Schriftstellerin, Drehbuchautorin und Filmregisseurin. Sie verbrachte zwischen 1922 und 1924 ihre Jugend im Haus ihres Vaters in Pardaillan. Nach ihrem Tod wurde beschlossen, eine Gedenktafel im Zentrum der Gemeinde anzubringen. Sie enthält einen Auszug ihres ersten Romans, Les Impudents (deutsch Die Schamlosen), dessen Entstehung von den Landschaften rund um Pardaillan während ihrer Jugend inspiriert worden war.